# Cemre Erol
Cemre Erol (Ankara, 18 de maig de 1992) és una jugadora de voleibol turca que juga al Türk Hava Yolları Spor Kulübü, un equip turc de voleibol femení a Istanbul. Anteriorment va jugar pels clubs Fenerbahçe de Kadıköy (Istanbul), Nilüfer Belediyespor de Bursa, Çanakkale Belediyespor de Çanakkale i l'İdmanocağı de Trebisonda.